# Euthalia aetion
Euthalia aetion är en fjärilsart som beskrevs av William Chapman Hewitson 1862. Euthalia aetion ingår i släktet Euthalia och familjen praktfjärilar. Inga underarter finns listade i Catalogue of Life.